# Jönköpings garnison
Jönköpings garnison var en garnison inom svenska Försvarsmakten som verkade i olika former åren 1895–1985. Garnisonen bestod av två kasernetablissement på två platser i Jönköping.

## Artilleriets kasernetablissement
I slutet av 1800-talet beslutades att Andra Göta artilleriregemente skulle omlokaliseras till Kaserngatan 14 i Jönköping från att sedan den 1 oktober 1895 varit förlagda till Första Göta artilleriregemente före detta förläggning på Kaserntorget 11 i Otterhällan, Göteborg (efter 1904 känt som Kungshöjd). Den 6 april 1898 flyttade regementet officiellt in i det nyuppförda kasernområdet på Kaserngatan 14 i Jönköping. Inflyttningen i Jönköping hade dock pågått sedan den 4 februari 1898.
De ursprungliga kasernerna uppfördes efter 1892 års härordnings byggnadsplan. År 1905 uppfördes ytterligare byggnader, samt att kanslikasernen förlängdes. Vilket gjordes efter 1901 års härordnings byggnadsplan. År 1942 uppfördes två nya kaserner.
Efter att regementet var avvecklat, köpte Jönköpings kommun 365 hektar av totalt 370 hektar för 12 miljoner kronor. Commercial City Center AB köpte sedan 25 hektar av marken, den del med bland annat kasernbyggnaderna. I april 1987 omvandlades regementsområdet till köpcentrumet A6 Center, vilket består av ett köpcentrum och kontorslokaler i de före detta kasernerna.
Vid Smålands artilleriregemente före detta kaserner finns en minnessten rest över Smålands artilleriregemente.

## Infanteriets kasernetablissement
Genom försvarsreformen 1901 beslutades det att samtliga svenska regementet skulle förläggas till kasernetablissemang. I Ryhov i västra Jönköping uppfördes kaserner, där Jönköpings regemente skulle förläggas, efter att varit förlagda till sin mötesplats i Skillingaryd sedan den 8 augusti 1777.
Arkitekten Lars Johan Lehming från arméförvaltningen fick i uppdrag att rita kasernerna och byggnaderna för regementet. Kasernerna uppfördes efter 1901 års härordnings byggnadsprogram efter Fortifikationens typritningar för infanterietablissemang. Från den 1 november 1906 förlades regementets stamskolor till Smålands husarregemente i Eksjö. Regementet förlade sin expedition till Jönköping den 7 oktober 1914, för att sedan förlägga hela regementet den 10 oktober 1914, då det förlades i nyuppförda kaserner på Sjukhusgatan i Jönköping.
Efter att regementet avvecklades och att armén lämnade kasernområdet från den 1 april 1928, arrangerades Hantverks- och industriutställningen i Jönköping mellan den 20 juni–5 augusti 1928. Åren 1928–1930 kom kasernerna att verka som förläggning för Svenskbyborna. Den 1 mars 1934 övertogs kasernerna av Ryhovs sinnessjukhus. Sinnessjukhuset avvecklades 1984. Från den 5 september 1988 övertogs området av Länssjukhuset Ryhov.
I samband med att området omvandlades till ett sjukhusområde, kom de tre kasernbyggnaderna att rivas. Av de ursprungliga byggnaderna återstår kanslihuset, sjukhuset, matsalen, köket, gymnastikhuset, samt en rad ekonomibyggnader.
I samband med regementets 300-årsjubileum 1923, avtäcktes en minnesstenen framför regementets kanslihus. Efter att regementet avvecklades, beslutade stadens styrande att flytta minnesstenen till Kanonberget i Jönköpings stadspark. På kanslihusets södra gavel finns en minnestavla över Jönköpings regemente och ombyggnaden till Ryhovs sjukhus.

## Bildgalleri

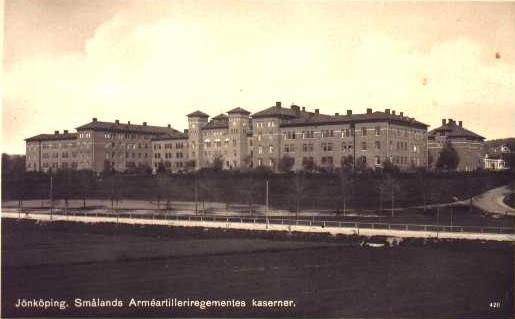
Smålands arméartilleriregementes kaserner.
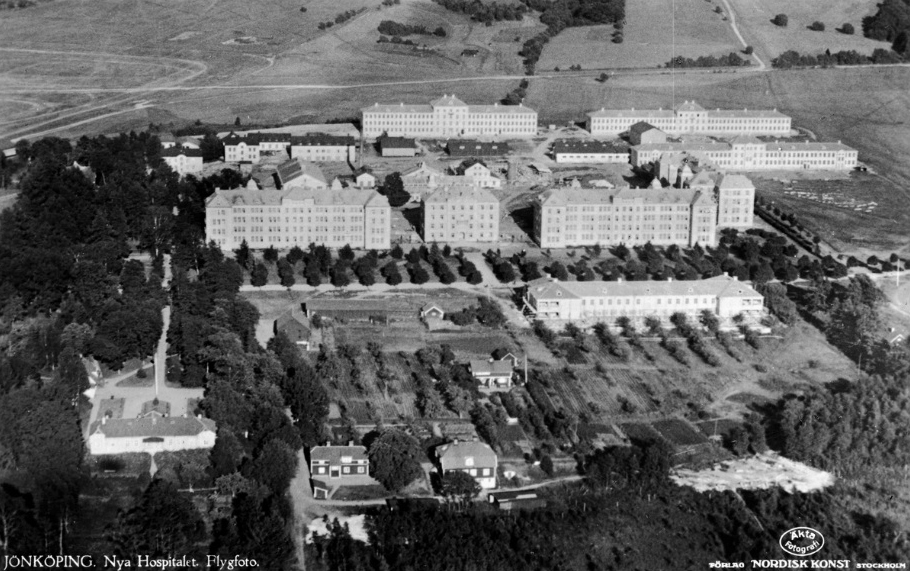
Flygfoto över Jönköpings regemente.
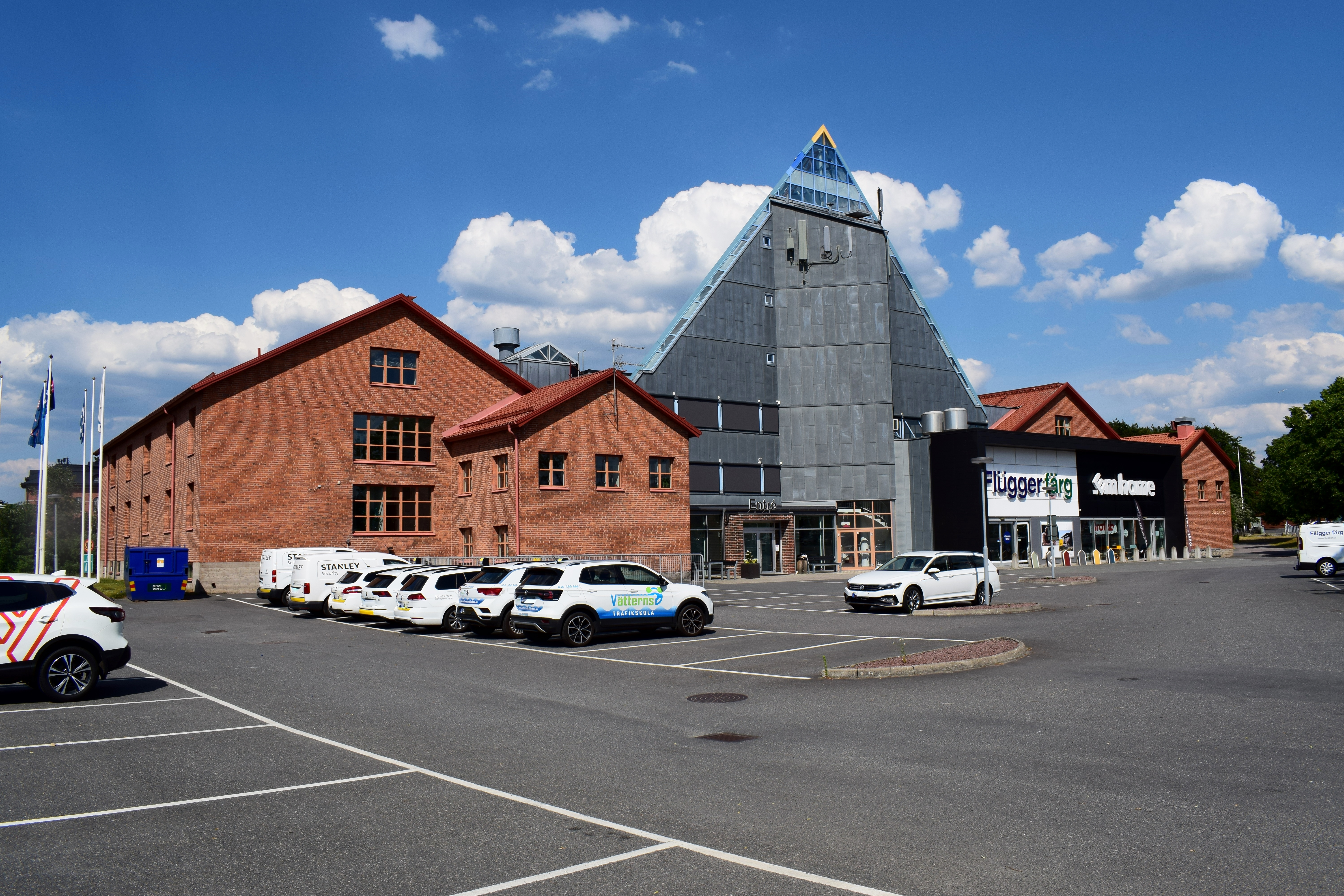
Före detta skolbynnader till Artilleriets officershögskola.
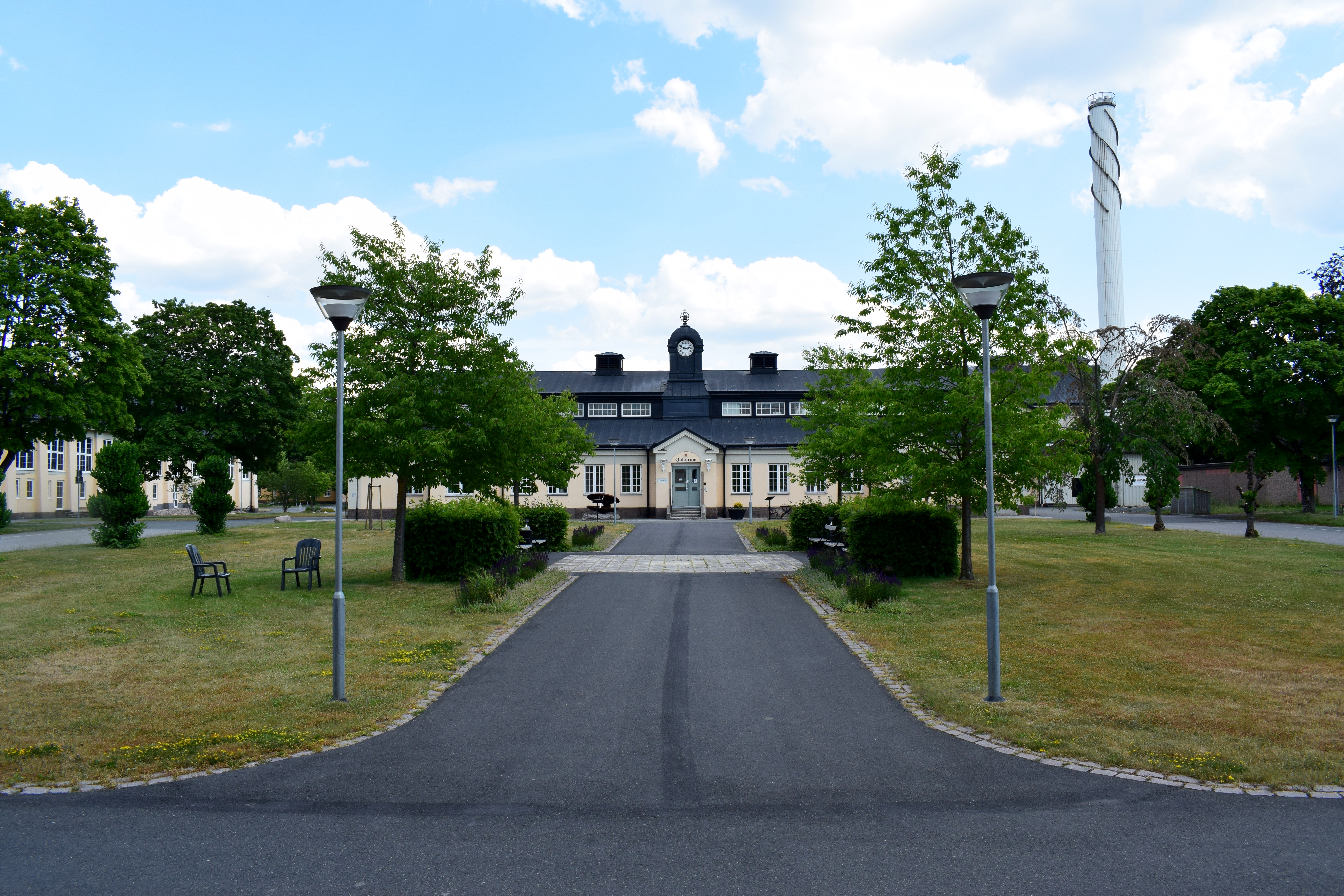
Matsalsbyggnad vid infanteriets kasernetablissement.
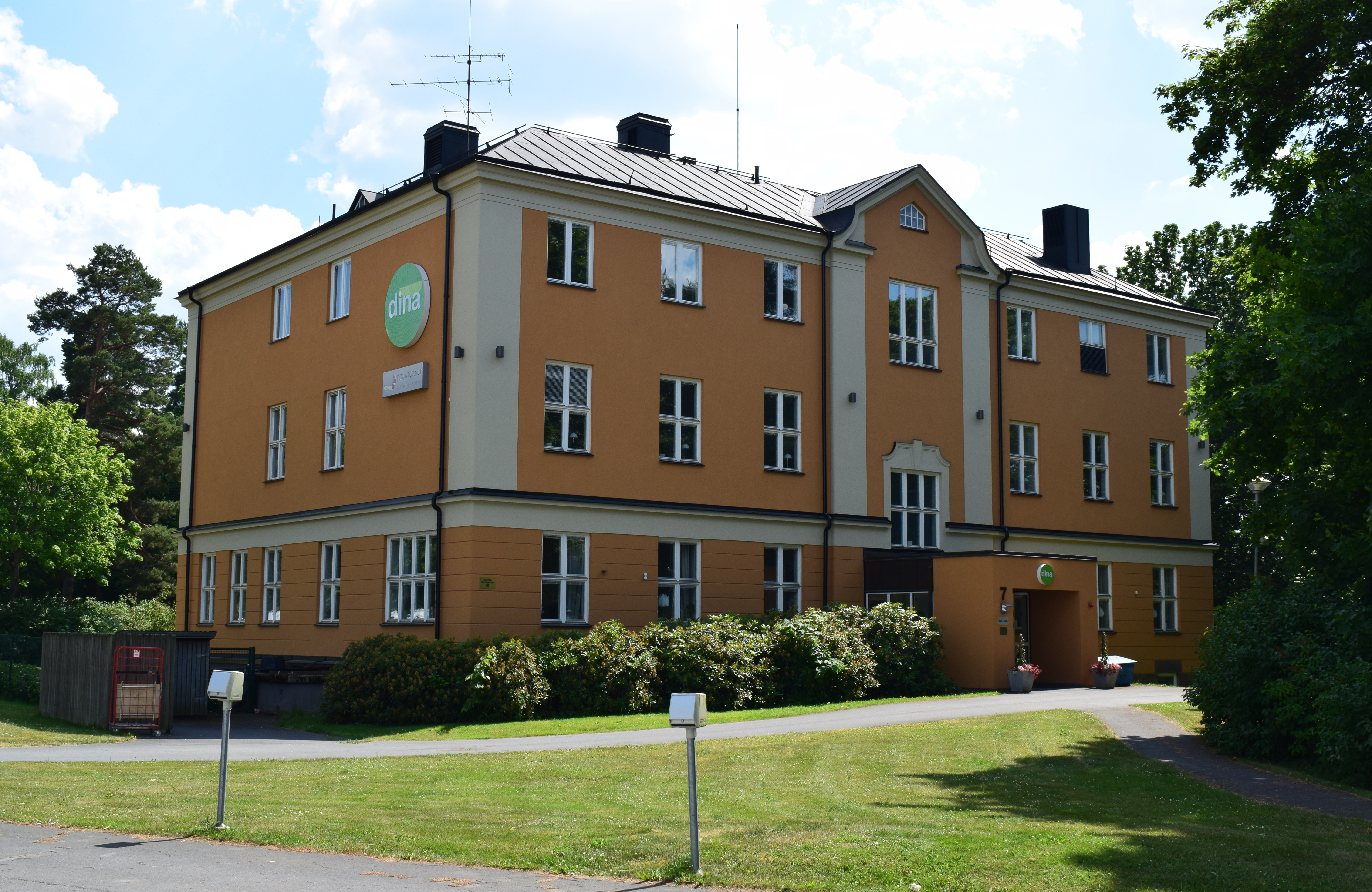
Sjukhuset vid infanteriets kasernetablissement.
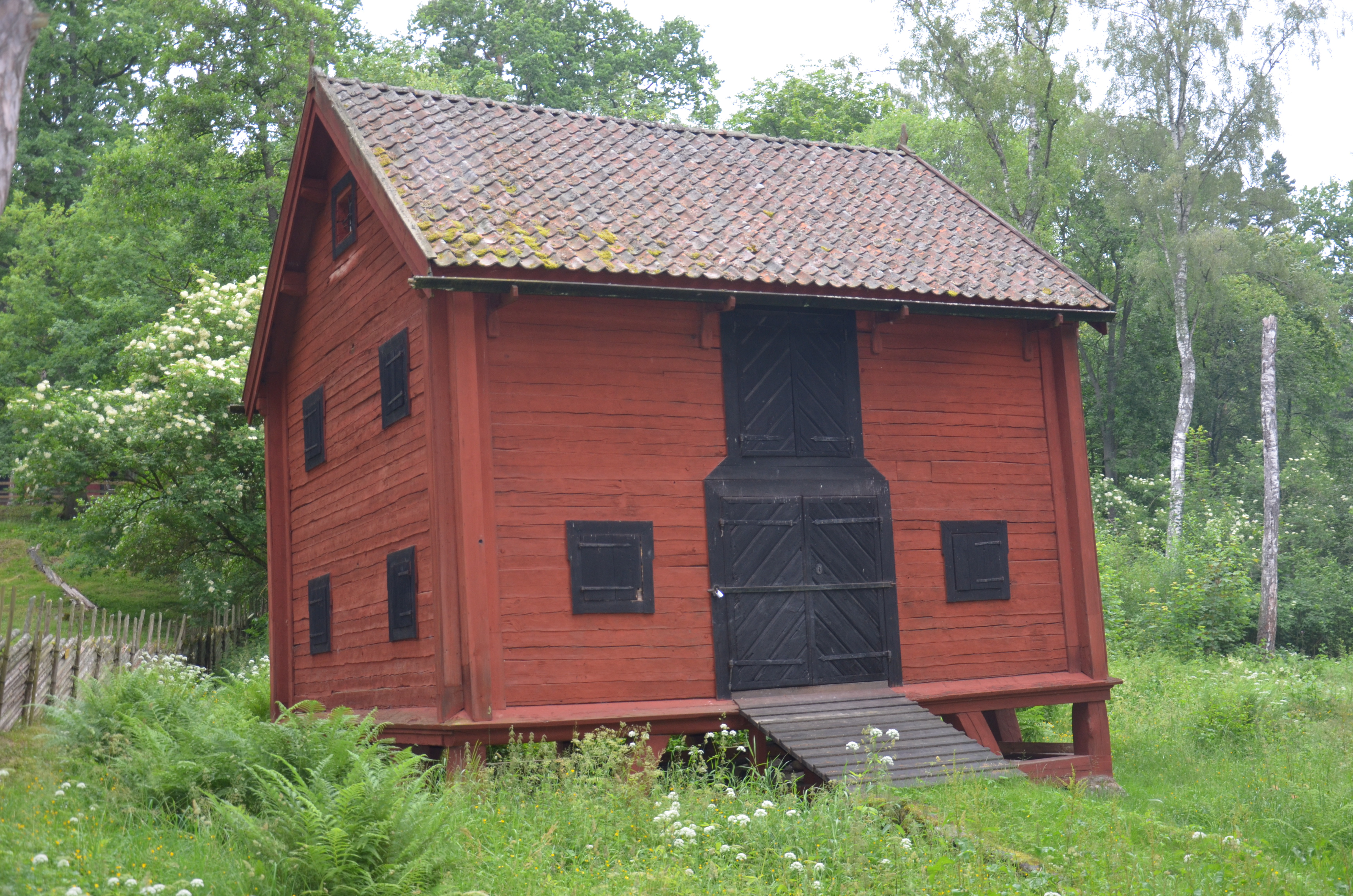
Förråds- och utrustningsbod för Mo härads kompani ur Jönköpings regemente. Boden har ursprungligen stått vid Byarums kyrka och finns numera i Jönköpings stadspark. Den är tidigast från 1780-talet och är byggd i knuttimmer på ett underrede av snedställda stolpar.